# Johann Friedrich Ackermann
Johann Friedrich Ackermann (* 3. Februar 1726 in Waldkirchen (Vogtland); † 4. Juni 1804 in Kiel) war ein deutscher Mediziner und Hochschullehrer an der Universität Kiel. 

## Leben
1752 schrieb er in Göttingen bei Georgio Guilielmo Feuerlein  seine Dissertation Praesagia medica ex praecordiis und wirkte dann als Arzt in Kiel. Ab 1760 war er Professor der Medizin (Anatomie) und Physik an der Kieler Universität. 1769 richtete er das Observatorium im Kieler Schloss ein. 1787 heiratete er in dritter Ehe die Mätresse Caspar von Salderns, Mademoiselle Frederike Amalie Schnepel. Um 1798 erhielt er Unterstützung von Christoph Heinrich Pfaff. 

## Schriften
- Commentarius observationum physico-astronomicarum et meteorologicarum. Bartsch, Kiel 1770.
- Orationes duae prorectorales. 1770.
- De Insitione Variolarvm Ad Avvncvlvm Svvm Aeterne. Gratulationsschrift für Georg Gottlob Richter. 1771.
- Einladung zur Inaugural-Disputation von Christian Eugen Layriz. 1786.
- Joh. Fried. Ackermann der Arzneywiss. und Naturl. öffentl. ord. Prof. Nachricht von der sonderbaren Würkung eines Wetterstrahls. Kiel, 1772. Buchenröder und Ritter, Hamburg 1772.
- Ansprache der medicinischen Facultät in Kiel an die Einwohner von Dithmarschen. Mohr, Kiel 1802.